# Clean (klank)
Clean is een klankkanaal dat op elke gitaarversterker te vinden is.
Clean is een basiskanaal. Daarom komt het op elke versterker voor. De klank van het clean-kanaal is het best te omschrijven als het geluid van een akoestische gitaar, maar dan gevormd in een versterker met meer gain en treble.
De cleane klanken worden in zeer veel nummers gebruikt, van pop tot rock.
Clean wordt echter het meest gebruikt bij Indiemuziek. Een goed voorbeeld hiervan is het nummer "Naive" van de indieband The Kooks.
Cleane klanken komen echter ook veel voor in hardrock en metal muziek, waarbij snelle distortion-gitaarriffs worden onderbroken, en enkele seconden verder gespeeld worden in clean, en daarna weer doorgaan in distortion. Bands als Metallica, Pantera, Slipknot, Rise Against doen dit veel.